# (34790) 2001 SA4
2001 SA4 (asteroide 34790) é um asteroide da cintura principal. Possui uma excentricidade de 0.10138970 e uma inclinação de 10.94427º.
Este asteroide foi descoberto no dia 16 de setembro de 2001 por NEAT em Palomar.